# Schloss Rotenturm

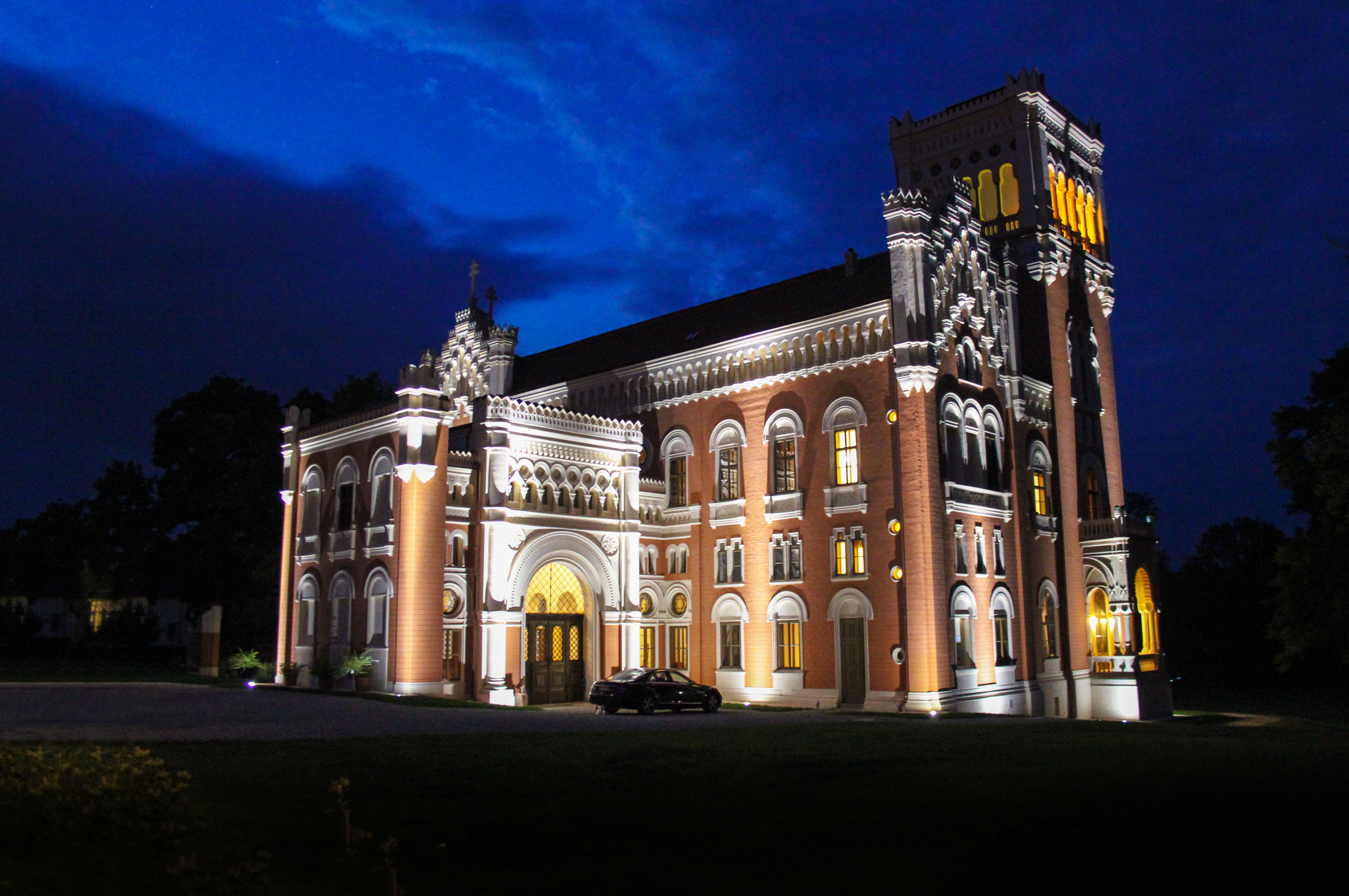
Schloss Rotenturm bei Nacht nach der Sanierung im Jahr 2015

Das Schloss Rotenturm im österreichischen Burgenland in Rotenturm an der Pinka gehört zu den bedeutendsten historistischen Landschlössern.

## Geschichte

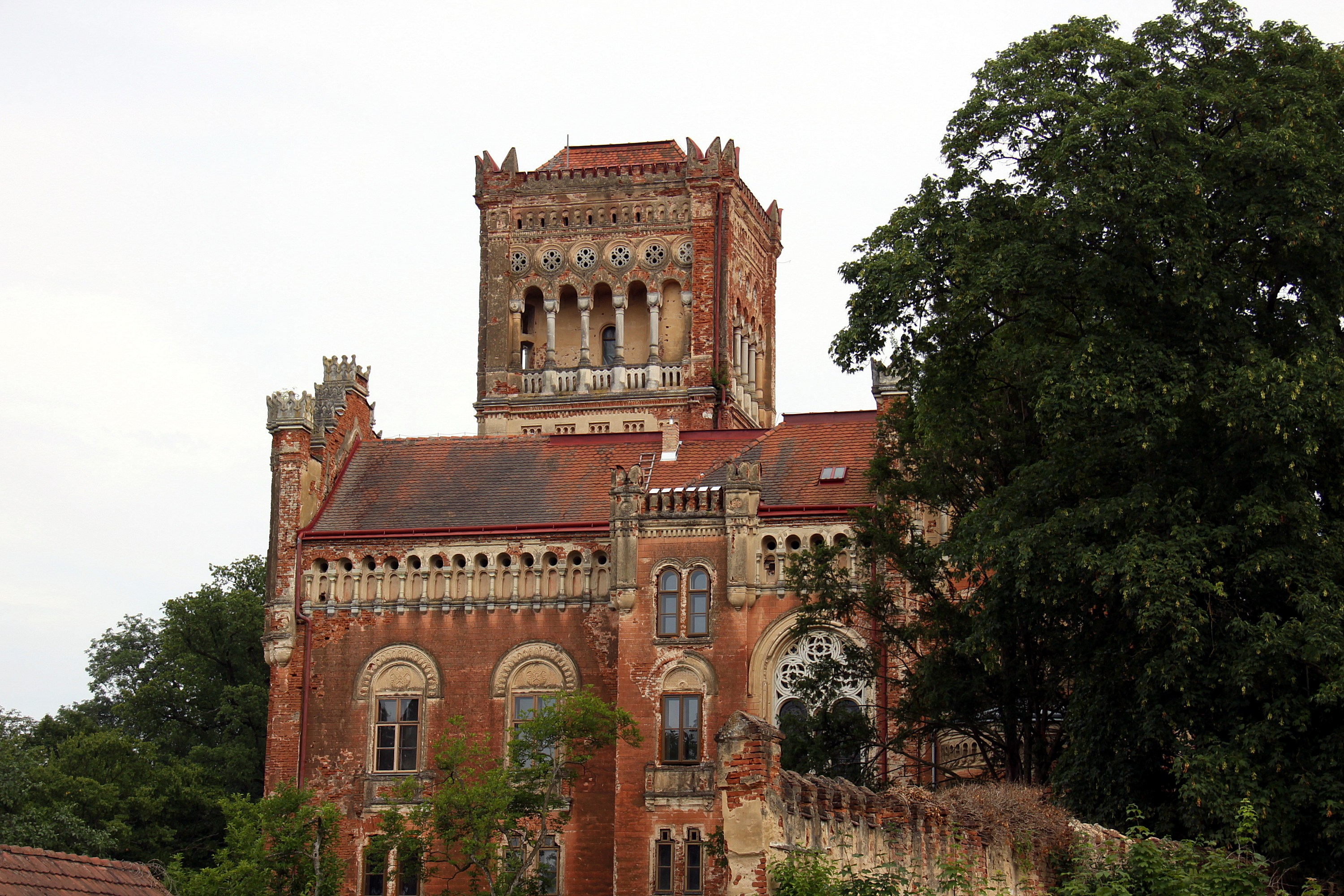
Das Schloss von Nordwesten vor der Sanierung

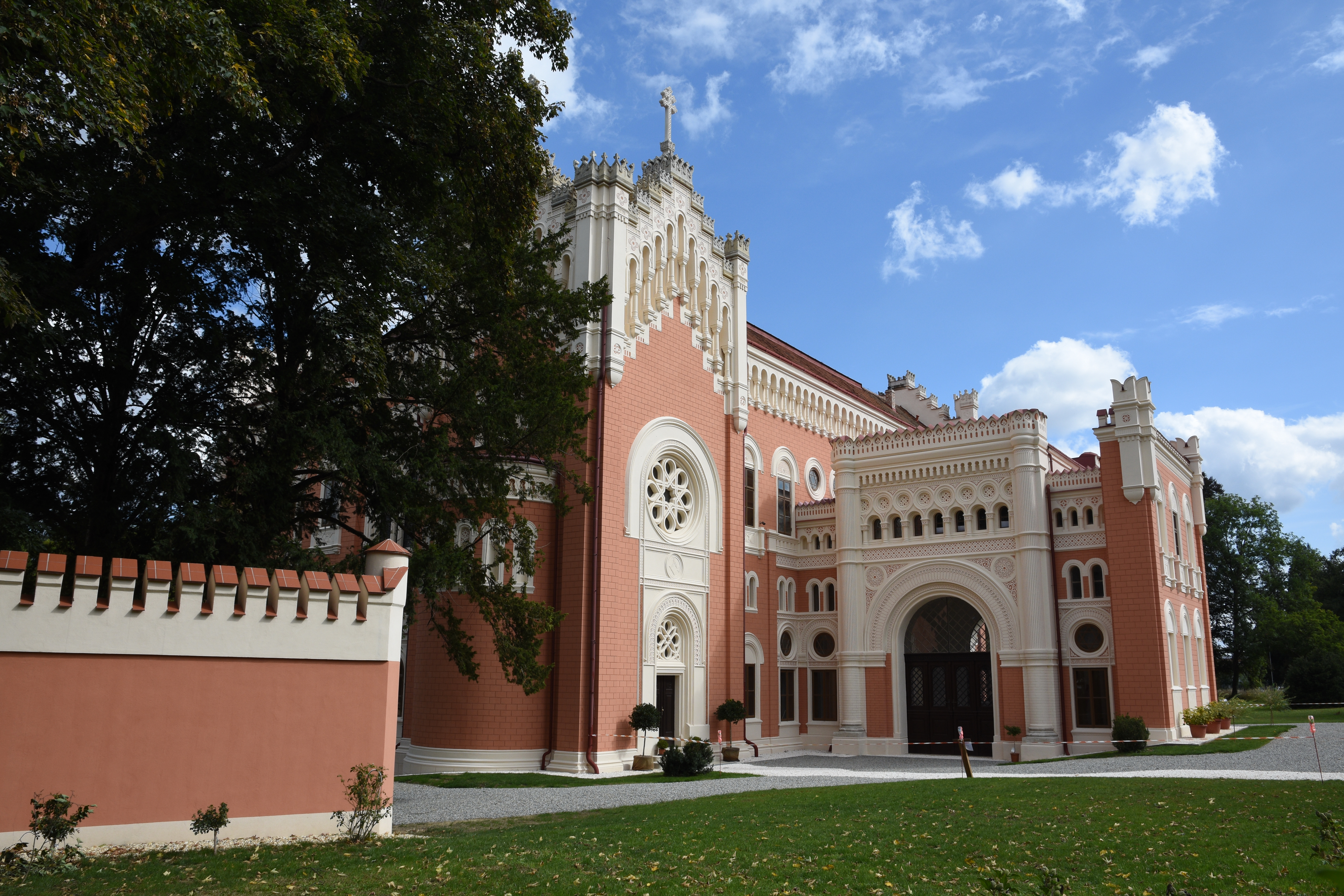
Ansicht von Südwesten nach der Sanierung

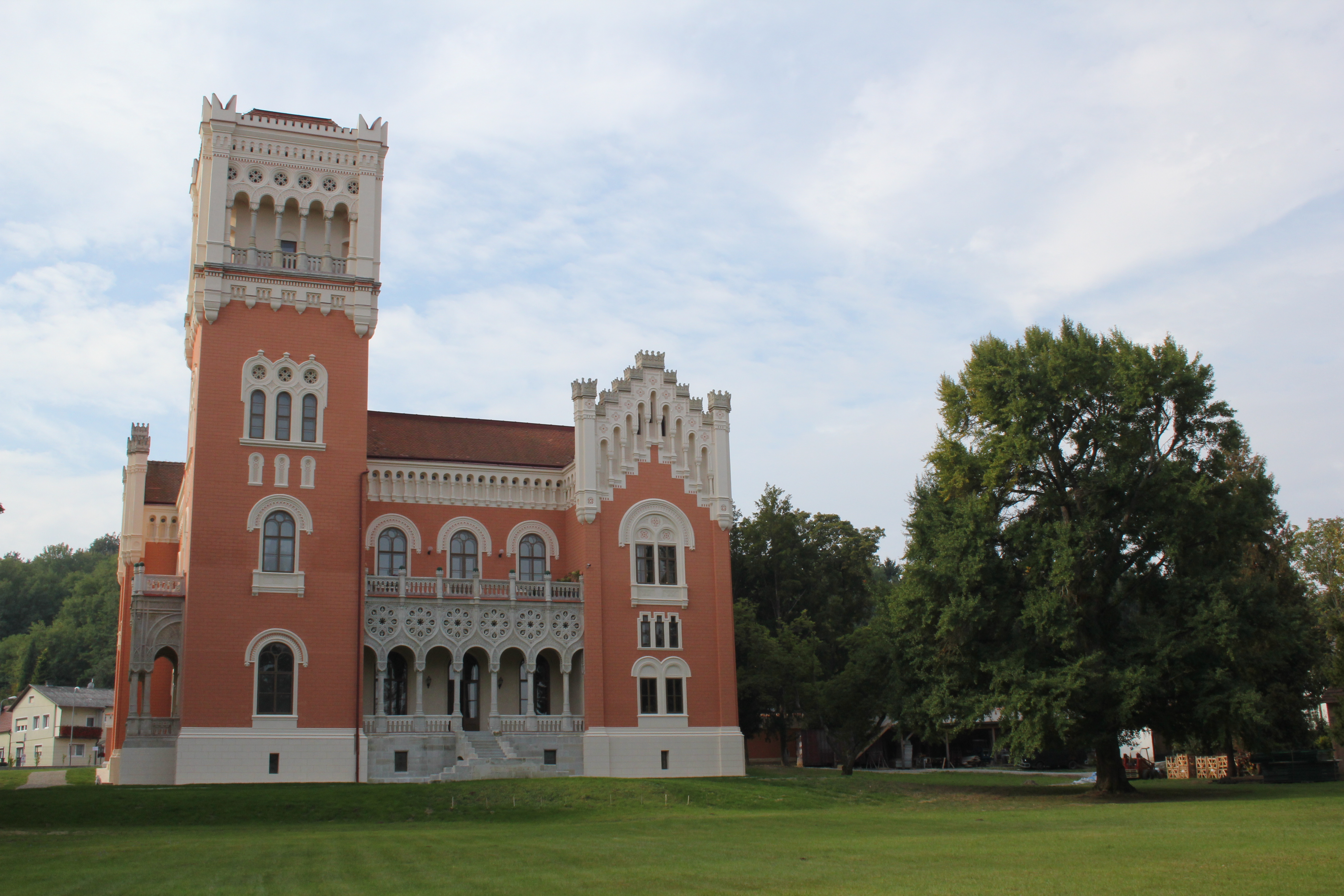
Ansicht vom Schlosspark

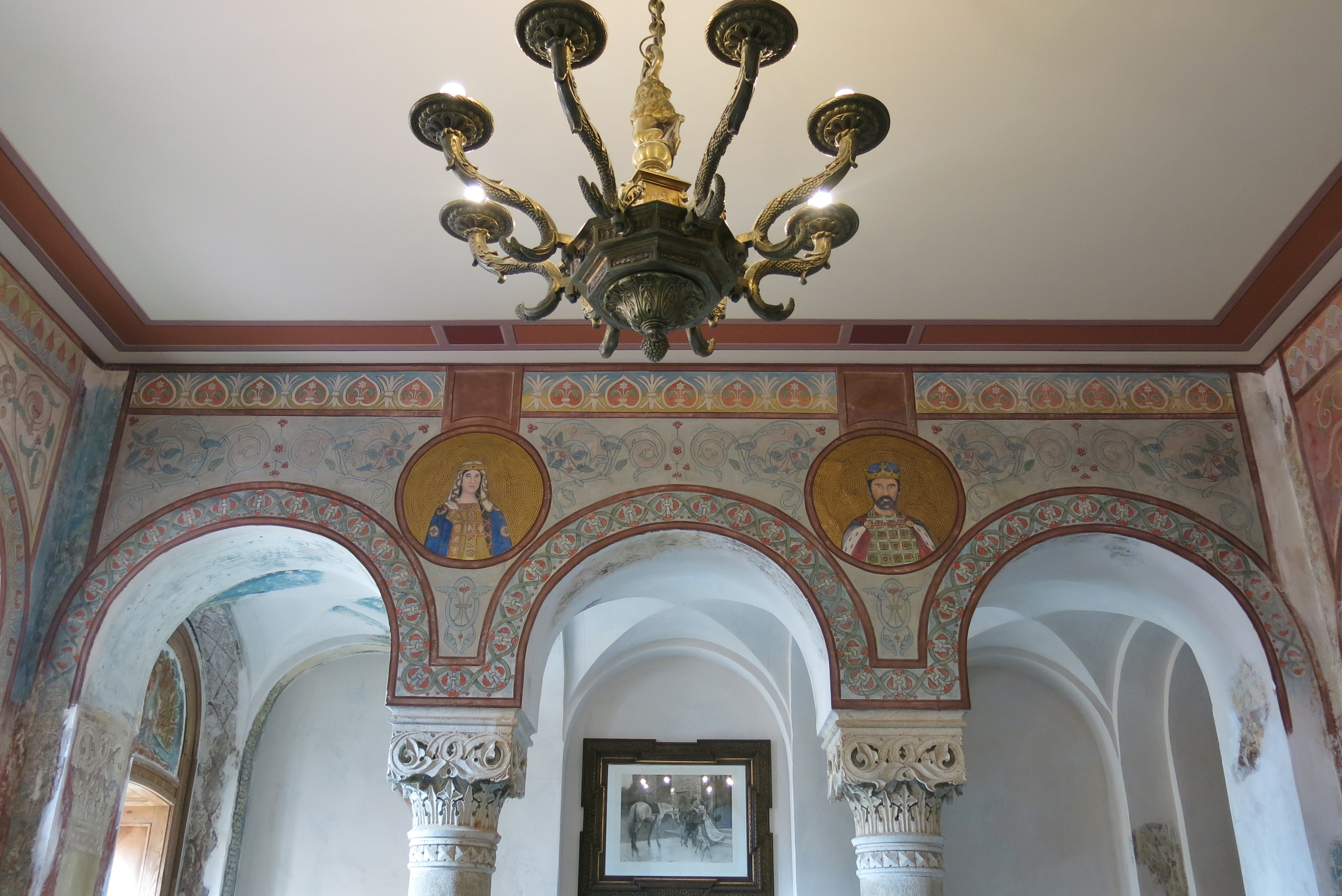
Auch die Fresken wurden restauriert.

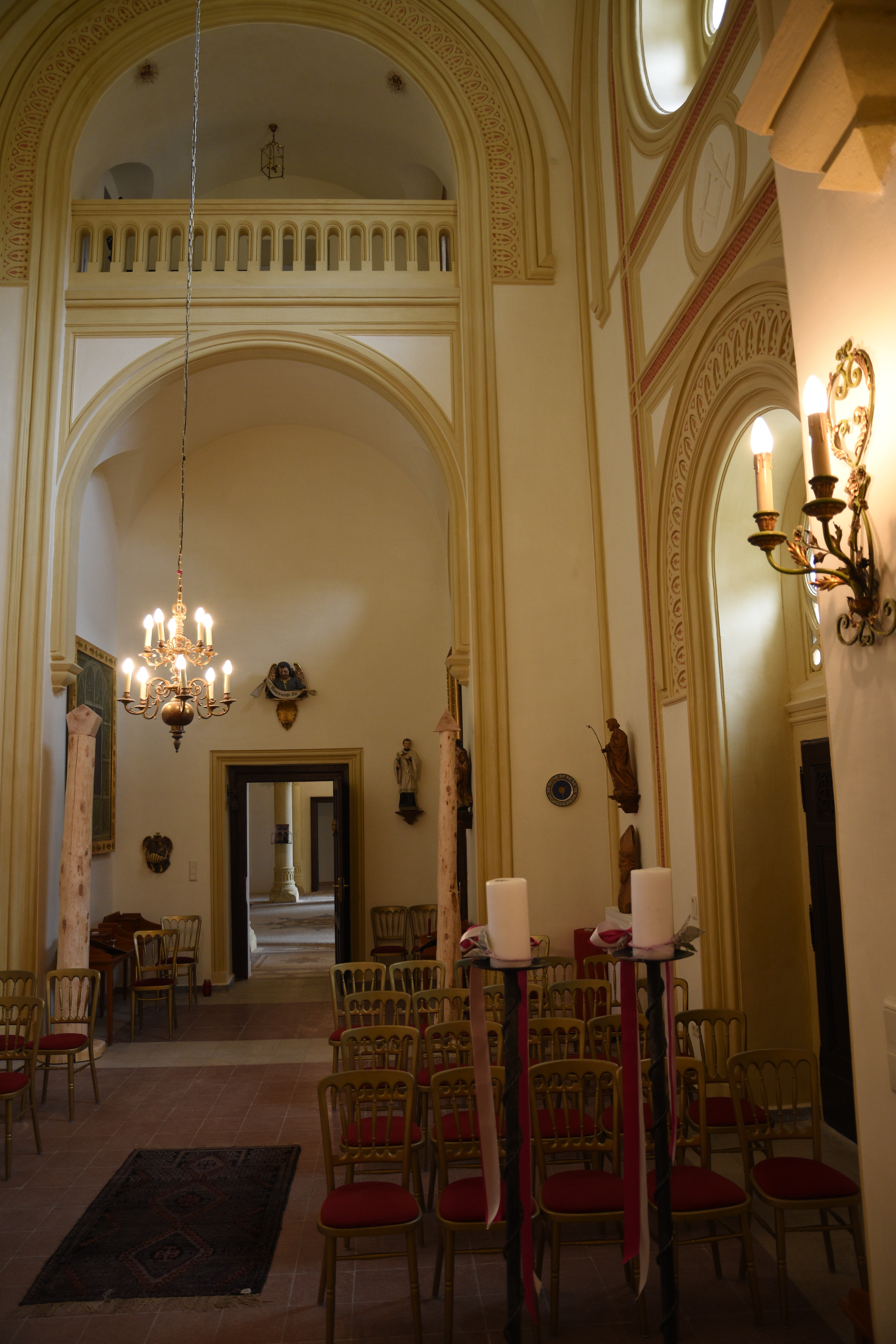
Kapelle Schloss Rotenturm

Bereits im Mittelalter befand sich in der Nordwestecke des weitläufigen Geländes eine Wasserburg, die durch die Pinka und Burggräben geschützt war. Im Jahre 1523 wurde urkundlich ein Schloss in Ruttenthuren erwähnt. Im Zuge der Besitzstreitigkeiten um die Herrschaft nahm Peter Erdődy 1532 Rotenturm mit Gewalt ein. Im Jahre 1540 wurde die Burg von den gegnerischen Stubenbergern zerstört.
Gegen Ende des 17. Jahrhunderts erfolgte die Errichtung des „Alten Schlosses“, das Anfang des 19. Jahrhunderts abgetragen wurde. Zu diesem Alten Schloss gehörte ein Tiergarten mit 799 Joch Grund, in dem Damhirsche und Rehe gehalten wurden.
Um 1830 wurde in der Südwestecke des Schlossparks das Kastell errichtet, das nach Errichtung des neuen Schlosses Alter Schlosstrakt bzw. Gesindehaus genannt wurde. Dieses 1835 aufgestockte Gebäude in zentraler Einfahrt wurde 1972 wegen Baufälligkeit abgetragen. Um 1840 wurde der barocke Schlosspark zu einem Englischen Landschaftsgarten umgestaltet.
Oberstallmeister Stephan Graf Erdődy (1813–1896) versuchte um 1860, den führenden ungarischen Architekten des Historismus, Miklós Ybl, für die Errichtung eines Erweiterungsbaus für repräsentative Zwecke zu gewinnen. Ybl lehnte ab, empfahl jedoch den Budapester Baumeister Antal Weber (1823–1889), Schüler von Pietro Nobile an der Wiener Akademie. Nach dessen Plänen wurde 1862 bis 1864 das gegenwärtige Schloss in romanisierend-orientalischen Formen, mit hellen Dekorationselementen auf rotgeputztem Grund, unter der Leitung des Baumeisters Johann Lang (1822–1900) errichtet.
In der folgenden Zeit erlebte Rotenturm seine Glanzzeit: Das Schloss beherbergte bis 1929 die wertvollen Sammlungen des kunstsinnigen gräflichen Paares Julius und Emilie Erdődy geborene Gräfin Széchenyi. Unter dem Nachfolger Ludwig Graf Erdődy kam es zum Niedergang des Herrensitzes. 1924 vernichtete ein Brand den Großteil der Inneneinrichtung, darunter das Erdődysche Familienarchiv und das im Turm aufbewahrte Geheimarchiv des ungarischen Freiheitshelden Fürst Franz II. Rákóczi (1676–1735), Anführer des Kuruzenkrieges (1704–1711). Nach dem Tod Ludwigs, des letzten Nachkommen der Rotenturmer Erdődy-Linie, wurde das hoch verschuldete Anwesen von dem nahen verwandten Grafen Nikolaus Szechenyi übernommen. 1929 wurden die in Rotenturm befindlichen Sammlungen versteigert; für kurze Zeit wurde das Schloss vom tschechischen Geigenvirtuosen Jan Kubelík übernommen. 1971 kam das Gebäude in Besitz des Landes Burgenland. Seit 2008 steht es im Besitz von Heinz Schinner und wurde mit Unterstützung des Bundesdenkmalamtes renoviert. Im Jahre 2016 wurde die Renovierung mit einem Gesamtaufwand von zwei Millionen Euro abgeschlossen.

## Beschreibung
Die Schaufront mit campanileartigem vierstöckigem Turm an der östlichen Ecke ist zum Schlosspark gerichtet. An der Westecke befindet sich, nach außen durch die halbrunde Apsis identifizierbar, die zweigeschoßige Schlosskapelle. An der Nordecke springt ein breiter Risalit vor, dessen Giebel von einer Zwerggalerie und einem steigenden Zinnenkranz betont wird. Der zwischen Turm und Seitenrisalit zurückweidenden Fassade ist ein breiter Balkon vorgelagert, unter dem sich der Haupteingang des Schlosses befindet. Die Brüstung, in verschlungenen Kielbögen und durchbrochene Rosetten aufgelöst, ruht auf schlanken Säulen. Der Giebelrisalit der Südostfront gleicht dem der Nordfront. Die Schmuckformen, reich gerahmte einfache und gekoppelte Rundbogenfenster, eine durchlichtete Zwerggalerie unter der Dachtraufe, zinnenbewehrte getäfelte Ecktürmchen und offene Galerien kehren an allen Fronten wieder. Charakteristisch für den ganzen Bau ist der Reichtum der hellen Dekorationselemente auf der rot geputzten Wandfläche. Sie sind unterschiedlichen Stilepochen entnommen: romanische und maurische Formen werden ebenso verwendet wie solche der Gotik und Renaissance.
Im Inneren ist das Schloss seit der Zerstörung der Besatzungszeit nach dem Zweiten Weltkrieg weitgehend verwüstet. Aus dem weiten Vestibül gelangt man zur rechten in die Kapelle, die ursprünglich mit Fresken des Historienmalers Károly Lotz, Schüler von Carl Rahl an der Wiener Akademie ausgestattet war. Von der ursprünglichen Einrichtung ist nur noch eine Madonnenfigur aus Carrara-Marmor von C. Steinhauser (1875) erhalten geblieben, die sich gegenwärtig in der Pfarrkirche von Rotenturm befindet. Nach dem Ersten Weltkrieg wurde der Königskrönungsstuhl, auf dem der letzte ungarische König Karl IV. von Habsburg kniete, als er 1916 gekrönt wurde, in der Kapelle aufgestellt. Er befindet sich zurzeit unter der Kanzel der Rotenturmer Pfarrkirche. Er war durch Thomas Graf Erdődy, Bruder des letzten Rotenturmer Erdődy, dem Sekretär und Adjutanten des letzten österreichischen Kaisers Karl I., in Familienbesitz gelangt.
Neben der Kapelle befindet sich das obere Vestibül, mit Fragmenten von Fresken, die ursprünglich von Károly Lotz geschaffen wurden. Über der Eingangsseite liegt der Speisesaal mit Balkon, in dem die Kassettendecke von 1850 aus der ehemaligen niederösterreichischen Landesirrenanstalt in Wien-Alsergrund 1976 eingebaut wurde. Von den ursprünglichen Ausstattungselementen sind Fragmente in der Ungarischen Nationalgalerie in Budapest erhalten – zwei Supraporten aus den Salons, die Personifikationen des Frühlings und des Sommers darstellen.
Als Verbindung mit dem in den 1830er Jahren errichteten Kastell wurde ein kleiner Zwischenbau geschaffen. Insgesamt befanden sich in den beiden Baukörpern, von denen nur noch der Schlossteil erhalten ist, 70 Räume.
Das Schloss ist das bedeutendste Beispiel der frühhistoristischen Monumentalarchitektur im Burgenland. Ein vergleichbares Beispiel des Historismus wäre die ehemalige Kadettenschule, heute Martinkaserne, in Eisenstadt.